# Chetogena palpella
Chetogena palpella är en tvåvingeart som först beskrevs av Louis-Paul Mesnil 1963.  Chetogena palpella ingår i släktet Chetogena och familjen parasitflugor. Inga underarter finns listade i Catalogue of Life.